# Gudrun Bojesen
Gudrun Bojesen (født 2. februar 1976 i København) er en dansk balletdanser. 1984-1992 blev hun uddannet på Det Kongelige Teaters balletskole. I 2000 udnævntes Bojesen til solodanser og i 2001 til førstedanser.  15. oktober 2016 dansede hun sin afskedsforestilling.